# میل‌کریک (یوتا)
میل‌کریک (به انگلیسی: Millcreek) ناحیه‌ای در ایالات متحده آمریکا است که در شهرستان سالت‌لیک واقع شده‌است.

## خصوصیات
میل‌کریک ۳۵٫۴ کیلومترمربع مساحت و ۶۲٬۱۳۹ نفر جمعیت دارد و ۱٬۳۰۶٫۰۸ متر بالاتر از سطح دریا واقع شده‌است.